# 에스타디오 메트로폴리타노 로베르토 멜렌데스
에스타디오 메트로폴리타노 로베르토 멜렌데스(스페인어: Estadio Metropolitano Roberto Meléndez)는 콜롬비아 바랑키야에 위치한 경기장으로 수용 인원은 46,788명이다. 콜롬비아 축구 국가대표팀과 후니오르 FC의 홈 구장으로 사용되고 있으며 2021년 코파 아메리카 개최 장소 중 하나이다.

## 기록

### 1990년 FIFA 월드컵 아시아 지역 예선
| 날짜             | 팀 1     | 스코어 | 팀 2     | 라운드          |
| ---------------- | -------- | ------ | -------- | --------------- |
| 1989년 10월 15일 | 콜롬비아 | 1 - 0  | 이스라엘 | CONMEBOL vs OFC |